# Augusto Batalla
Augusto Batalla   (Hurlingham, 30 d'abril de 1996) és un futbolista professional argentí que juga com a porter pel Rayo Vallecano.

## Carrera de club
Batalla és producte del planter del River Plate, on va arribar a cinc anys. Va debutar amb el primer equip el 2016, i esdevingué la primera opció per la porteria després que Marcelo Barovero deixés el club.

## Palmarès
River Plate
- Recopa Sud-americana: 2016

Argentina sub-17
- Campionat Sud-americà sub-17: 2013

Argentina sub-20
- Campionat Sud-americà juvenil: 2015